# Association internationale du théâtre pour l’enfance et la jeunesse

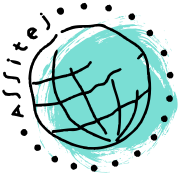
Logo der ASSITEJ International

Die ASSITEJ ist die Internationale Vereinigung des Theaters für Kinder und Jugendliche (französisch Association Internationale du Théâtre pour l’Enfance et la Jeunesse). Sie ist in rund 79 Ländern auf allen Kontinenten vertreten. Im deutschsprachigen Raum gibt es Zentren in Liechtenstein, Luxemburg, Deutschland, Österreich, der Schweiz.
Präsidentin der ASSITEJ International ist Sue Gilles.

## Aufgaben
Die ASSITEJ tritt für die Rechte von Kindern und Jugendlichen ein und will, dass sie an Kultur und Kunst teilhaben können. Weltweit gibt es viele Menschen, die für Kinder, Jugendliche und Familien Theater machen. Sie schaffen auch Räume, in denen Kinder und Jugendliche selbst Theater machen können. Und sie kämpfen für die Anerkennung der Darstellenden Künste für junges Publikum. Dabei geht es um Geld, um Sichtbarkeit, um Förderung und um Unterstützung in der Kultur, in der Bildung und im Sozialen. Die Basis der gemeinsamen Arbeit ist das ASSITEJ Manifest.

## ASSITEJ Deutschland

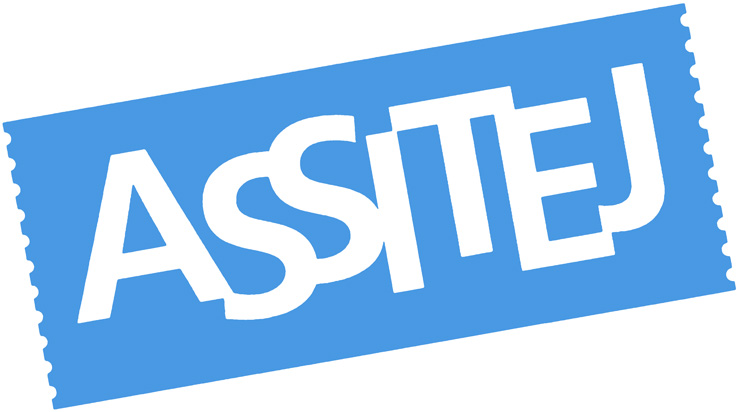
Logo der ASSITEJ Deutschland

### Geschichte & Ziele
Die ASSITEJ Bundesrepublik Deutschland e. V. ist Gründungsmitglied der ASSITEJ international, die seit 1965 das weltweite Netzwerk all derjenigen ist, die in den Darstellenden und Performativen Künsten für junges Publikum arbeiten. Der Verein versteht sich als Interessensvertretung der Darstellenden Künste für junges Publikum in Deutschland. Ziel des Vereins ist die Förderung, Entwicklung und Erhaltung der Darstellenden Künste für junges Publikum in der Bundesrepublik Deutschland auf internationaler Ebene sowie die Ermöglichung von Teilhabe an Kunst und Kultur für Kinder und Jugendliche. Sie ist Partnerin für die Politik in allen Fragen, die Kultur, Kulturelle Bildung und Kulturelle Teilhabe betreffen und in der Entwicklung von Förderinstrumenten.

### Struktur & Förderung
Die ASSITEJ Deutschland ist ein eingetragener und gemeinnütziger Verein. Die ASSITEJ hat in Deutschland über 480 Mitglieder: Theater, persönliche Mitglieder und andere Institutionen wie Hochschulen, Verbände und Verlage.
Die ASSITEJ wird durch das Bundesministerium für Familie, Senioren, Frauen und Jugend gefördert. Projektbezogen kommen das Bundesministerium für Bildung und Forschung und das Staatsministerium für Kultur und Medien sowie weitere Förderer hinzu. Sie ist Rechtsträgerin des Kinder- und Jugendtheaterzentrums in der Bundesrepublik Deutschland. Gemeinsam mit dem Zentrum gibt sie zwei Mal im Jahr die Fachzeitschrift ixypsilonzett (einer Beilage von Theater der Zeit) heraus.
Als Verein hat die ASSITEJ einen ehrenamtlichen Vorstand, der von den Mitgliedern als Vertretung des Verbandes bei der Mitgliederversammlung auf drei Jahre gewählt wird. Die Geschäftsführung ist dem ehrenamtlichen Vorstand gegenüber verantwortlich.
Alle zwei Jahren vergibt der Verein die „ASSITEJ-Preise“ für besondere Verdienste im Bereich des Jungen Theaters.

### Vorstand & Geschäftsführung
Ein ehrenamtlicher Vorstand wird alle drei Jahre von der Mitgliedschaft gewählt. Eine Geschäftsführerin, seit 2023 Anna Eitzeroth, ist hauptamtlich engagiert.
Aktueller Vorstand (2021–2024):
Geschäftsführender Vorstand
- Brigitte Dethier, Vorsitzende
- Julia Dina Heße, stellvertretende Vorsitzende
- Jutta M. Staerk, stellvertretende Vorsitzende
- Wolfgang Stüßel, stellvertretender Vorsitzender
- Johannes Leppin, Schatzmeister

Beisitzer
- Stefan Fischer-Fels
- Bianca Sue Henne
- Rebecca Hohmann
- Christoph Macha
- Katrin Maiwald
- Lisa Zehetner[9]

### Arbeitskreise
Theater können sich in ihrer Region in Arbeitskreisen mit dem Schwerpunkt Kinder- und Jugendtheater beteiligen. Es gibt bundesweit sechs Arbeitskreise, in diesen gibt es eigenständige Festivals für das Kinder- und Jugendtheater:
- Baden-Württemberg
  - Schöne Aussicht (alle zwei Jahre am Jungen Ensemble Stuttgart)
  - Baden-Württembergische Theatertage (alle 2 Jahre an wechselnden Orten)
- Bayern
  - Südwind. Bayerisches Theatertreffen für junges Publikum (alle 2 Jahre an wechselnden Orten)
  - Bayerische Theatertage
  - Europäisch-Bayerisches Theaterfestival panoptikum (alle 2 Jahre Theater Mummpitz, Nürnberg)
  - Think Big! Festival (München)
  - Rampenlichter. Das Tanz- und Theaterfestival von Kindern und Jugendlichen, (München)
- Nord (Bremen, Hamburg, Niedersachsen, Mecklenburg-Vorpommern, Schleswig-Holstein)
  - Norddeutsches Theaterfestival für junges Publikum Hart am Wind (alle zwei Jahre an verschiedenen Orten)
  - KinderKinder (jährlich in Hamburg)
  - Nordischer Theaterfrühling (Lübeck)
- Nordrhein-Westfalen
  - Westwind. Theatertreffen für junges Publikum NRW (jedes Jahr an einem anderen Ort)
  - niederländisch-deutsches Kinder- und Jugendtheaterfestival Kaas und Kappes (Duisburg)
  - Spielarten-Festival der Freien Theater in NRW und dem angrenzenden Ausland (jährlich in bis zu 10 Städten)
- Ost (Berlin, Brandenburg, Sachsen, Sachsen-Anhalt, Thüringen)
  - Wildwechsel. Kinder- und Jugendtheaterfestival im Osten Deutschlands (alle zwei Jahre an einem anderen Ort)[11]
  - Hände Hoch! Cottbuser Puppenspielfest (Piccolo Theater)
  - Fratz International. Begegnungen | Symposium | Festival (Berlin)
- Südwest (Hessen, Rheinland-Pfalz, Saarland)
  - Kuss Kuck! Schau! Spiel! Hessische Kinder- und Jugendtheaterwoche (jedes Jahr in Marburg)
  - kopfüber – Theatertreffen für junges Publikum in Rheinland-Pfalz (jedes Jahr an einem anderen Ort)
  - Internationales Theaterfestival für junges Publikum Starke Stücke (jedes Jahr in der Region Rhein-Main)
  - Festival Perspectives. Deutsch-französisches Festival der Bühnenkunst (Saarbrücken/Moselle)

## Kinder- und Jugendtheaterzentrum in der Bundesrepublik Deutschland
Das Kinder- und Jugendtheaterzentrum in der Bundesrepublik Deutschland (KJTZ) wurde 1989 auf Initiative der deutschen ASSITEJ gegründet. Es hat wie die ASSITEJ seinen Sitz in Frankfurt am Main. Die ASSITEJ ist die Rechtsträgerin des staatlich geförderten Zentrums. Ein eigenständig berufenes Kuratorium übernimmt die Fachaufsicht.
Das Zentrum wird aktuell von Gerd Taube geleitet. Das KJTZ ist der Veranstalter des jährlich stattfindenden Frankfurter Forum Junges Theaters. Alle zwei Jahre ist es verantwortlich für das bundesweite Theatertreffen des Kinder- und Jugendtheaters „Augenblick Mal!“ in Berlin. Alle zwei Jahre vergibt das Zentrum den Deutschen Kinder- und Jugendtheaterpreis, einen Preis für hervorragende Kinder- und Jugendtheaterstücke.

## Projekte der ASSITEJ Deutschland
Die ASSITEJ Deutschland hat im Laufe der Jahre zahlreiche Projekte entwickelt und dafür in der (Kultur-)Politik große Unterstützung gewonnen. Die ASSITEJ Deutschland ist mit dem Förderprojekt „Wege ins Theater“ einer der 27 Programmpartner des BMBF-Programms „Kultur macht stark. Bündnisse für Bildung“. „Wege ins Theater“ fördert in vier verschiedenen Formaten Theaterprojekte für Kinder und Jugendliche im Alter von drei bis achtzehn Jahren, die in sozialen, finanziellen oder bildungsbezogenen Risikolagen aufwachsen. „Wege ins Theater“ wird gefördert durch das Bundesministerium für Bildung und Forschung.
„Neustart Kultur“ war das Rettungs- und Zukunftsprogramm der Bundesregierung für den Kultur- und Medienbereich in Reaktion auf die Corona-Krise. Das Programm „Neustart Kultur – Junges Publikum“ wurde für professionelle Akteure der Darstellenden Künste für junges Publikum konzipiert. Es hat die geförderten Künstler und Theater dabei unterstützt, ihre künstlerische Praxis für junges Publikum aufrechtzuerhalten und weiterzuentwickeln. „Neustart Kultur – Junges Publikum“ wurde gefördert durch die Bundesbeauftragte für Kultur und Medien.
Das Bündnis „Perspektiv:Wechsel“ ist ein Zusammenschluss von Künstlern, freien Theatern und der ASSITEJ. Gemeinsam werden Veränderungsprozesse initiiert, damit die gesellschaftliche Vielfalt im Kinder- und Jugendtheater zukünftig stärker abgebildet wird. Das Projekt „Perspektiv:Wechsel“ wird gefördert von der Beauftragten der Bundesregierung für Kultur und Medien über das Programm „Verbindungen fördern“ des Bundesverbands Freie Darstellende Künste e. V.

## ASSITEJ Österreich
Der 1989 gegründete Verein ASSITEJ Austria – Junges Theater Österreich mit Sitz in Wien ist der Dachverband der österreichischen Theater- und Tanzszene für junges Publikum. Diese Sektion der ASSITEJ hat knapp 70 Mitglieder, darunter Theaterinstitutionen, freie Häuser, Gruppen, Vereine, Veranstalter und Einzelpersonen.

### Stella-Preis
Unter dem Namen „Stella-Darstellender.Kunst.Preis für junges Publikum“ werden seit 2007 jährlich Preise für „herausragende Leistungen im Theater für junges Publikum“ in Österreich vergeben. ASSITEJ prämiert Stücke durch Eigenrecherche, aber auch durch Selbsteinreichungen.